# 米斯庫島

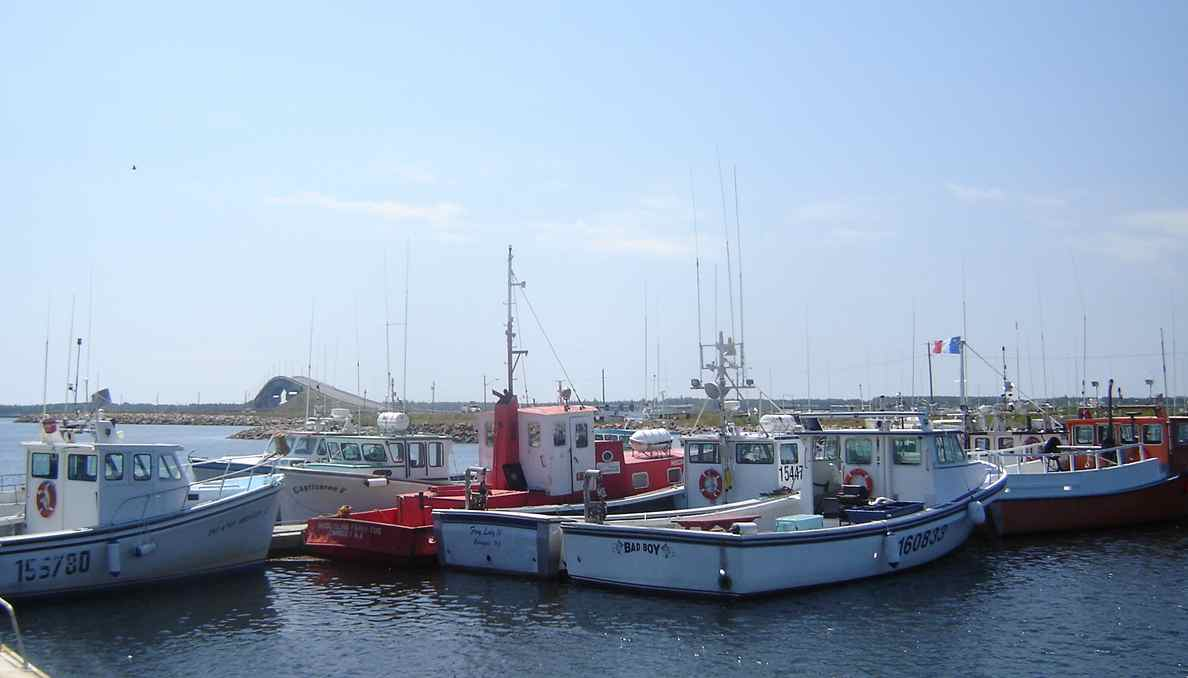

米斯庫島是加拿大的島嶼，位於聖羅倫斯灣，由新不倫瑞克省負責管轄，面積64平方公里，該島由沉積岩組成，主要經濟活動是漁業，2011年人口585。

## 外部連結
- Lamèque International Baroque Music Festival

47°57′N 64°32′W / 47.950°N 64.533°W